# Mark Verstockt

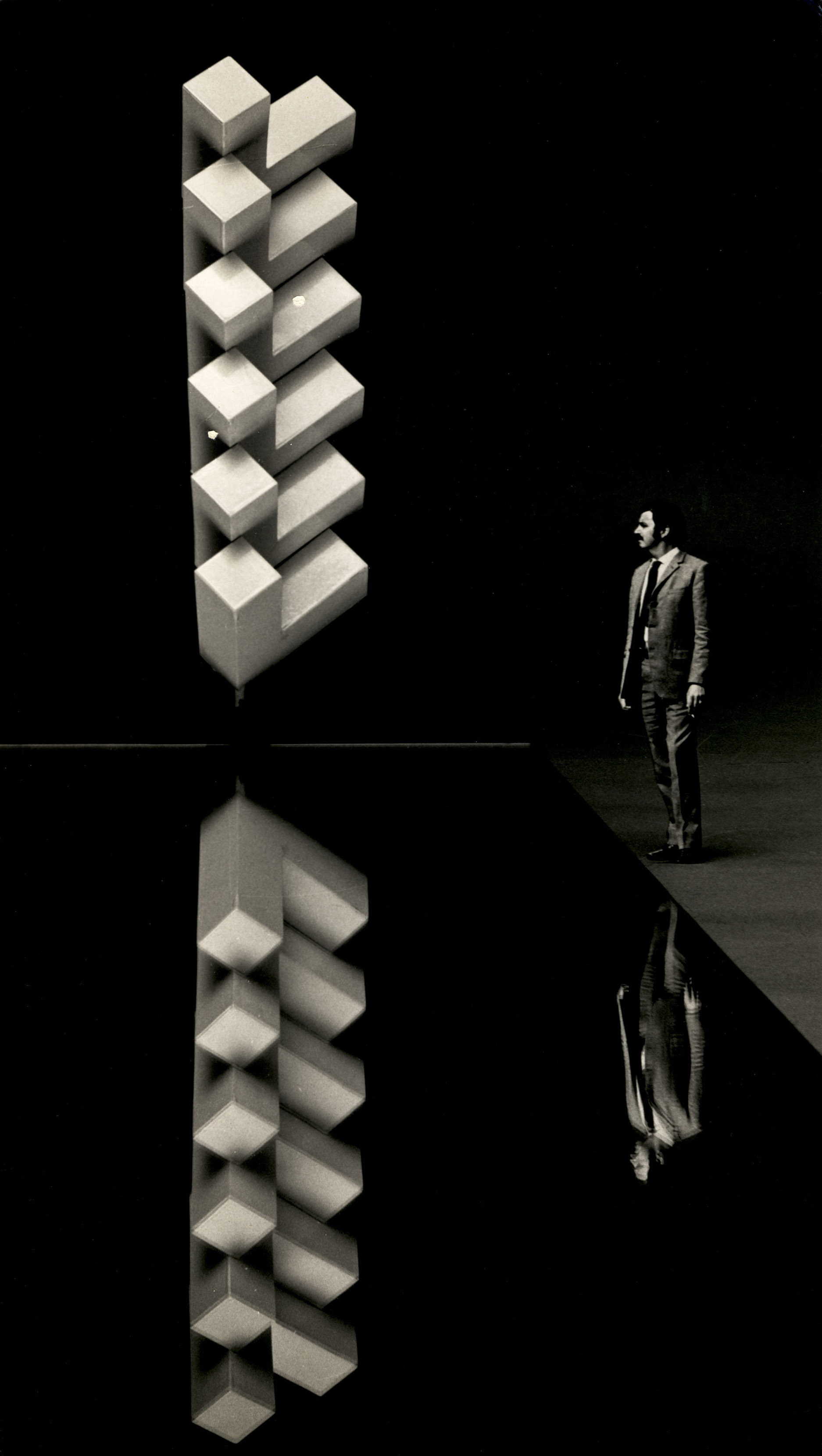
Mark Verstockt - Hommage à Brancusi

Mark Verstockt (Lokeren, 1930 - 2014) est un artiste contemporain belge à situer dans la tendance géométrique-constructiviste-minimaliste,.
Mark Verstockt a étudié à la Royal Academy of Fine Arts Antwerp, avec Dan Van Severen.
Internationalement actif pendant plus de 50 ans, il a développé une œuvre de dessinateur, peintre, sculpteur et vidéaste dans laquelle se distingue sa fascination pour le monde des formes élémentaires: carré, cercle, triangle.
Il fut également commissaire d'expositions et auteur de plusieurs ouvrages de référence concernant l'usage de formes géométriques dans l'art ou l'écriture chinoise (traduits en anglais, français, néerlandais et allemand).

## Œuvres monumentales

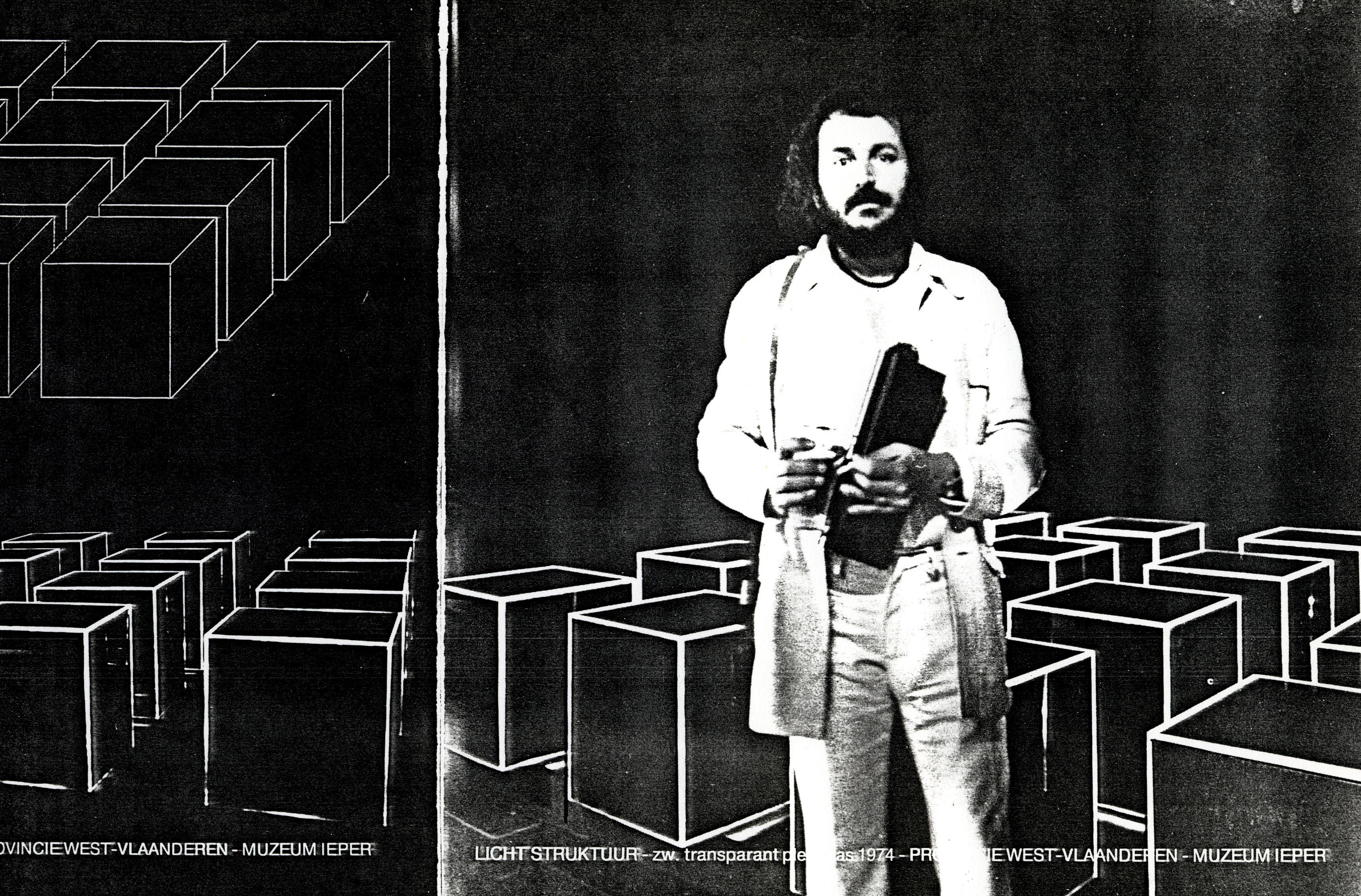
Ypres, Licht Struktuur.

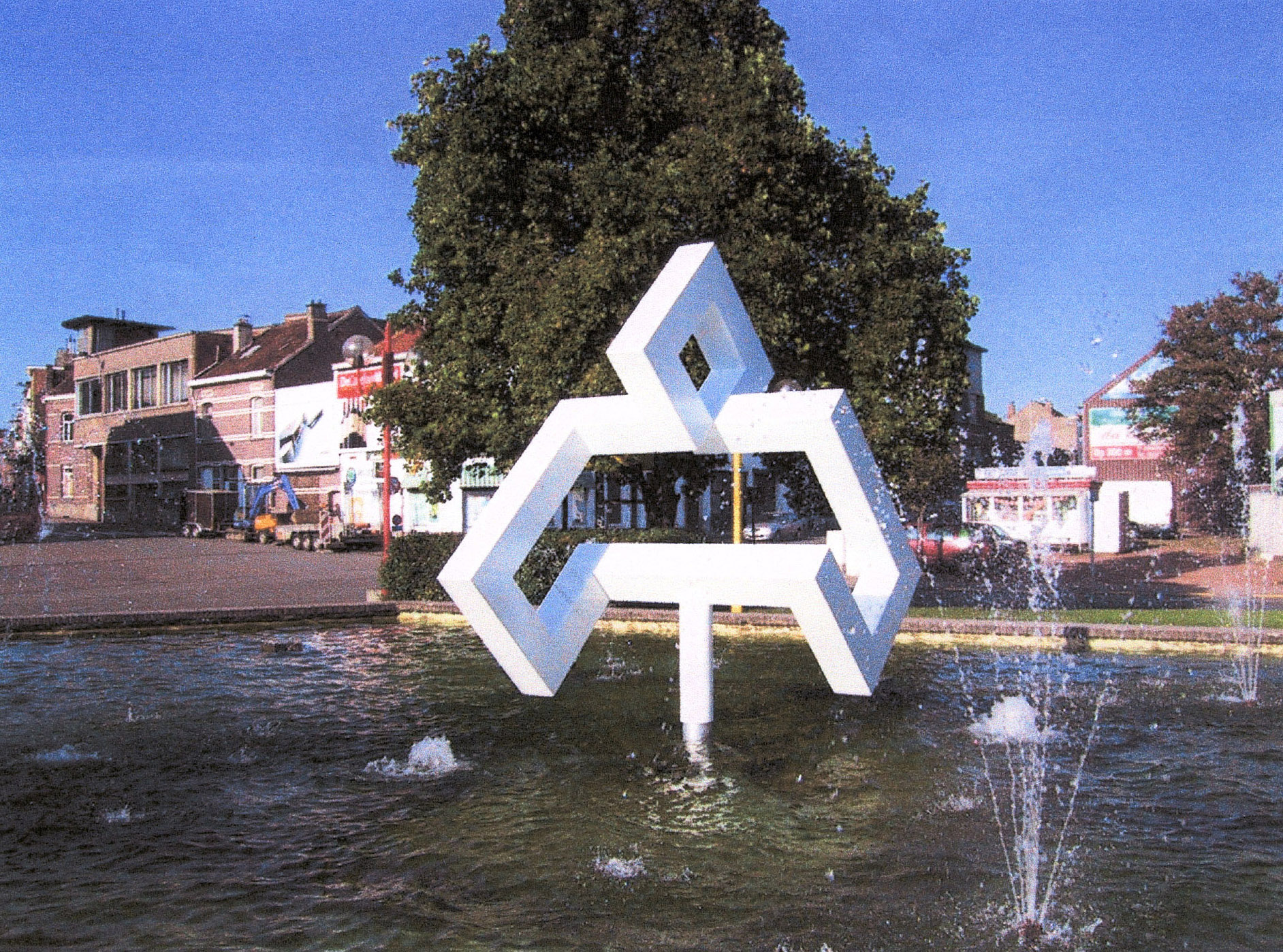
Strombeek.

- 1971, Saint-Nicolas, Centre commercial Waasland, Signal
- 1974, Anvers, Boulevard De Keyser, Méandre blanc
- 1974, Deurne, E.W.O., Sigle
- 1974, Ypres (transférée depuis à Ostende), Paysage cubique
- 1975, Strombeek Bever, Centre Culturel, Sculpture
- 1979, Bruxelles (Schaerbeek), Sintra (Bastos), sculpture murale en cuivre rouge
- 1981, Anvers, peinture murale pour L'Université
- 1982, Oostmalle, ETAP, sculpture murale
- 1984, Steenokkerzeel, double sculpture pour le château de Ham
- 1988, Foundation Johan Lorrez, tapis
- 1990, Bruxelles, New Hotel Siru, plafond-miroir
- 1991, Lokeren, double sculpture pour la ville
- 1993, Louvain, porte pour la banque CERA
- 1995, Anvers, OCMW, L'Espace Intérieur
- 1996, Bonheiden, Helan Art (transférée à la Verbeke Foundation, Kemzeke), Piercing
- 1996, Bruxelles, Parlement flamand, Caduceus
- 1997, Arboretum Harold Hiller, Hampshire (GB), Garden Sculpture
- 1997, Bruxelles, Ancienne Belgique, dessin de sol
- 2000, Schoten, Centre culturel, relief mural
- 2002, Charleroi, Murale pour la Ville
- 2003, Liège, Le Carré dans le Carré (1)
- 2010, Liège, Le Carré dans le Carré (2)

## Sculpture

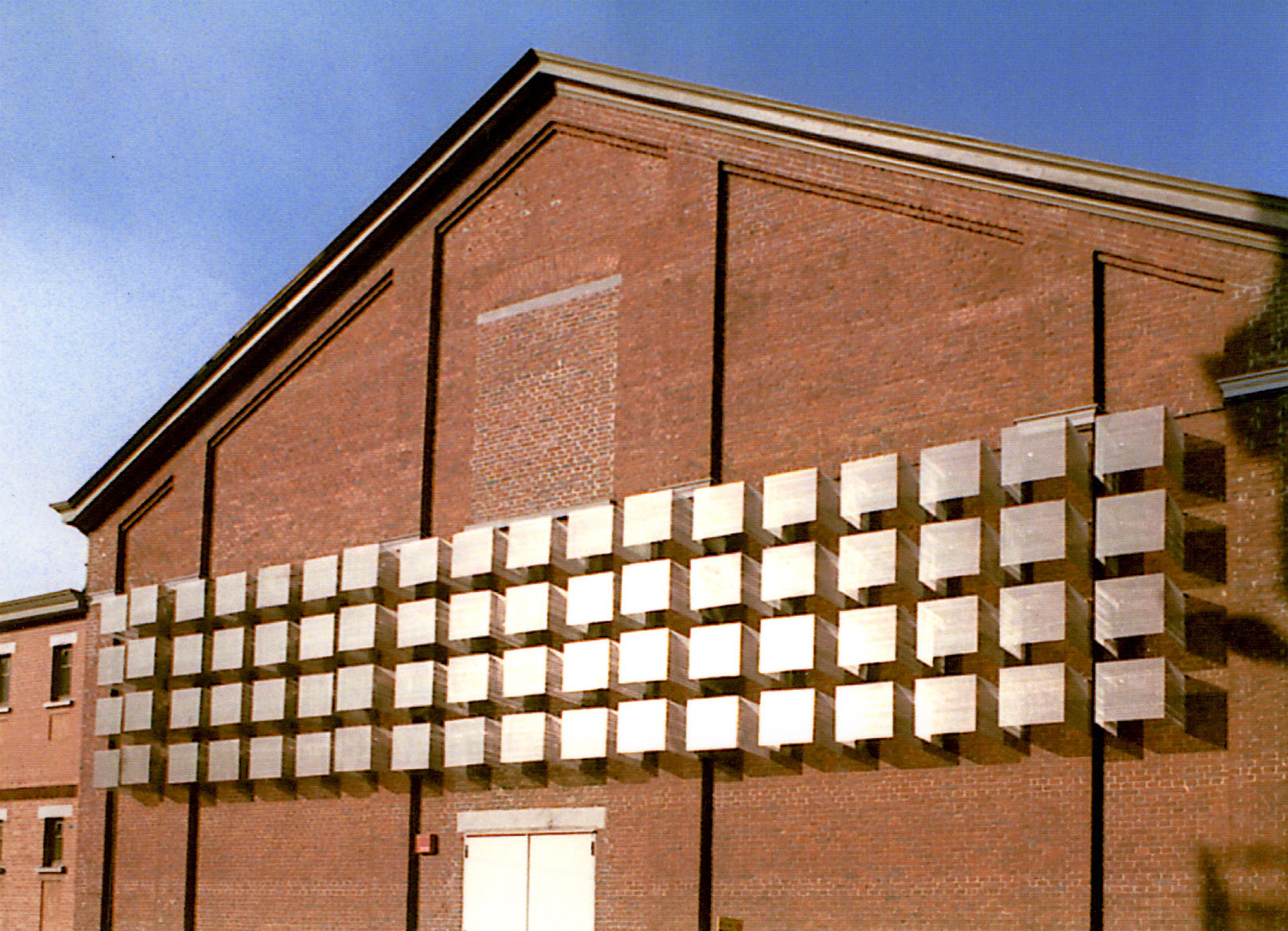
Charleroi, Murale, 2002.

## Vidéo
- 1974, Five Acts on Screen, Continental Video, Anvers

## Publications
- This is not a book, 1971, avec un texte de Frank Popper, Mercator
- De Genesis van de Vorm, van Chaos tot Geometrie, 1982, 1e éd. Standaard, Anvers
- The Genesis of Form, from Chaos to Geometry, 1987, Muller, Blond and White, Londres
- De Genesis van de Vorm, van Chaos tot Geometrie, 1992, 2e éd. Imschoot uitgevers, Gand
- Der Weg zur Form, von Chaos zu Geometrie, 1996, Aries Verlag, Munich
- La Genèse de la Forme, du Chaos à la Géométrie, 2009, Verbeke Foundation, Kemzeke
- De Genesis van de Vorm, van Chaos tot Geometrie, 2009, 3e éd. Verbeke Foundation, Kemzeke
- Het Teken Mens, een introductie tot de kalligrafie in Oost-Azie, Imschoot, Gand
- Construc, sérigraphies avec des textes d'Ivo Michiels, Ziggurat, Anvers
- Artscript, direction de l'édition Jean F. Buyck, (langue : néerlandais , flamand) 1997, Pandora, Anvers. (151 p. : ill. : 24 cm : Numéro du volume : 4)  catalogue sudoc
- Le Revers de l’Autoportrait, 2000, Schlassgoart, Esch-sur-Alzette, Luxembourg
- Scriptures, [1], [2], [3], [4], 2006, Percept Editions, collection ciel ouvert, 05, Liège
- Teksten, 2006, Yellow Fellow, Woudrichem
- Il collabore à plusieurs numéros de la revue Edda.

## Expositions individuelles
- 1957, Galerie Accent, Anvers
- 1960, Galleria Pater, Milan

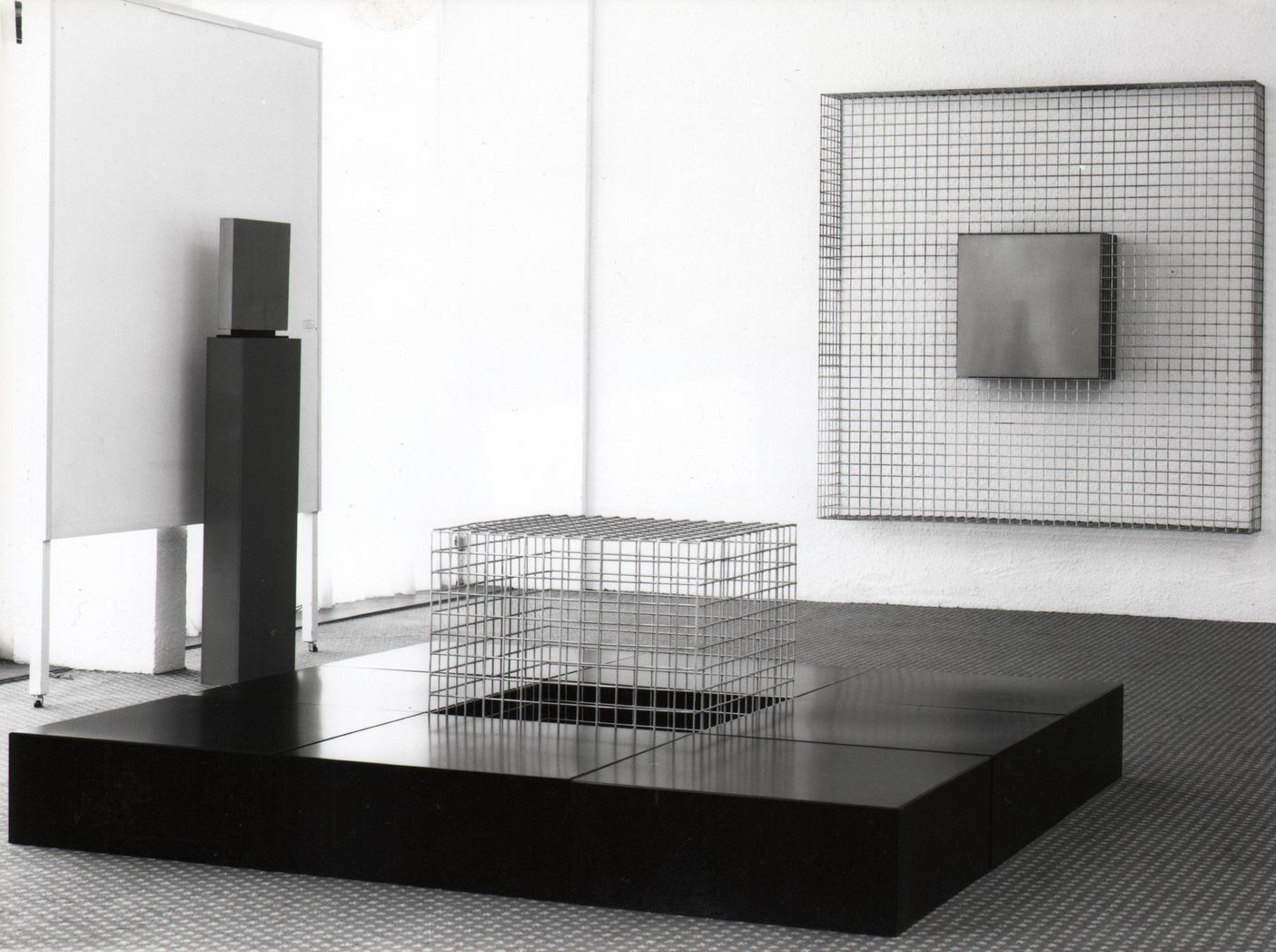
Masereel Centrum, 1971.

- 2000, Orion Art Gallery, Bruxelles
- 2003, Galerie Numaga, Colombiers
- 2004, Musée d'Art moderne et d'Art contemporain, Liège
- 2008, Monos Art Gallery, Liège
- 2010, Verbeke Foundation, Kemzeke, "This is really not a retrospective"

## Collections
Institutions muséales possédant des œuvres de Mark Verstockt dans leur collection :
- Anvers, MuKHA, sérigraphie, sculpture
- Bruxelles, Musées Royaux des Beaux-Arts de Belgique, peintures et collages
- Caracas, Musée d'art contemporain
- Kemzeke, Verbeke Foundation, collages, dessins, sculptures, maquettes
- Liège, Musée d'Art moderne et d'Art contemporain (MAMAC), peinture
- Montréal, Musée d'art contemporain, tapisserie
- Ostende, MuZEE, sculptures
- Schiedam, Stedelijk Museum Schiedam, tapisserie
- Le Centre d’archives d’art en Flandre (CKV) / L’archive Mark Verstockt